# أيزو 3166-2:BB

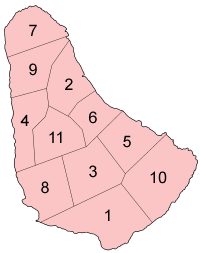

أيزو 31166-2:BB هو الجزء المخصص لدولة بربادوس في أيزو 3166-2، وهو جزء من معيار أيزو 3166 الذي نشرته المنظمة الدولية للتوحيد القياسي (أيزو)، والذي يُعرف رموز لأسماء التقسيمات الرئيسية (مثل الأقاليم، الجهات، المقاطعات أو الولايات) من جميع البلدان في ترميز أيزو 3166-1.
يتكون كل رمز من جزئين مفصولين بواصلة. الجزء الأول هو BB، وهو رمز وأيزو 3166-1 حرفي 2 للبلد. أما الجزء الثاني فهو عبارة عن حرفين.

## الرموز الحالية
| الرمز | التقسيم               |
| ----- | --------------------- |
| BB-01 | كنيسة المسيح ‏         |
| BB-02 | سانت أندرو ‏           |
| BB-03 | سانت جورج، بربادوس ‏   |
| BB-04 | سانت جيمس، بربادوس ‏   |
| BB-05 | سانت جون، بربادوس ‏    |
| BB-06 | سانت جوزيف، بربادوس ‏  |
| BB-07 | سانت لوسي ‏            |
| BB-08 | سانت مايكل (بربادوس)  |
| BB-09 | سانت بيتر، بربادوس ‏   |
| BB-10 | سانت فيليب، باربادوس ‏ |
| BB-11 | سانت توماس، بربادوس ‏  |